# C.M. Smidt
Carl Martin Smidt (15. oktober 1872 – 21. november 1947), bedst kendt under forkortelsen "C. M. Smidt" var en dansk arkitekt og arkæolog.

## Uddannelse
C.M. Smidt var i lære som murer i Slagelse. Kom siden hen til Kunstakademiet, hvor han fra 1892-95 var på malerskolen. 1896 på Zahrtmanns Skole. Derefter Teknisk skole 1896-98 og endelig Kunstakademiets arkitektskole 1898-99. Han var siden ansat hos arkitekterne Hans J. Holm og Anton Rosen. 
Fra 1908 var han ansat ved Nationalmuseets 2. afdeling ved mindesmærkernes bevaring. 
Smidt forestod en række udgravninger af borge og klostre medefterfølgende restaurering af ruiner, som han gjorde forståelige og tiltalende for de besøgende ved at indføje dem i anlæg. Han var en omhyggelig og højt værdsat undersøger, hvis tegninger og mange indberetninger har stor kildeværdi. Sammen med Harald Lønborg-Jensen har han som arkitekt opført flere kirker i en enkel, nordisk middelalderlig stil, og de har sammen gennemført forbilledlige restaureringer af Katharinæ Kloster i Ribe og Løgumkloster Kirke. Smidt indledte desuden sammen med Erick Struckmann kampagnen for bevaringen af Ludvig Holbergs stærkt forsømte sommerbolig Tersløsegård. 
Smidt ledede udgravningen af flere store anlæg – blandt andet klostre og borge fra Middelalderen.

## Værker

### Restaurering og delvis nybygninger
- Torbenfeld (1906)
- Ranum Kirke og inventar (1909)
- Nordfløj på herregården Aunsbjerg (1917-18) i samarbejde med Harald Lønborg-Jensen
- Haunstrup Kirke (1918-20)
- Tanderup Kirke (1918-20)
- Studsgård Kirke (1918-20)
- Grindsted Kirke (1920-23)
- Bygningsarkæologiske arbejder ved restaureringen af Skt. Katharinae Kloster, Ribe (1918-1929)
- Bygningsarkæologiske arbejder ved restaureringen af Løgumkloster Kirke (1920-26)
- Restauring af bindingsværkshuse i Kalundborg og Køge.

### Udgravninger af borge og klostre
- Vordingborg Slotsruin (1901-1919)
- Kalundborgs Vestborg (1907-1947)
- Vitskøl Kloster (1902-03, 1923-24)
- Kalø (fra 1903)
- Esrum Kloster (1908, 1927)
- Øm Kloster (fra 1910)
- Klostermøllen, Søborg, Nordsjælland (1913-47)
- Gurre (fra 1928)
- Kalundborg bybefæstning (1910-11)
- Maribo Kloster (1930- 33)

### Skriftlige arbejder
- Arkitekten C.F. Hansen, i: Tidsskr. for Industri, 1911
- Tersløsegaard, i: Kunst, 1902
- Cistercienser-Kirken i Løgum, 1931
- Roskilde Domkirkes middelalderlige Bygningshistorie, 1949.